# Dáriusz Vitek
Dáriusz Attila Vitek (ur. 23 października 1997) – węgierski zapaśnik walczący w stylu klasycznym. Zajął dziewiąte miejsce na mistrzostwach świata w 2022 roku. 
Brązowy medalista mistrzostw Europy w 2022 i 2025. Trzeci na MŚ U-23 w 2021 i 2022. Mistrz Europy U-23 w 2022; trzeci w 2021. Trzeci na MŚ i ME juniorów w 2019 roku.